# Антоній Кемпінський
Анто́ній Кемпі́нський (пол. Antoni Kępiński; *1918 м. Долина — †1972 Краків) — всесвітньовідомий польський психіатр професор. Почесний громадянин Долини.
Критикував містичні погляди Юнґа, замість його типології особистості запропонував свою власну.
У своїй книзі «Психопатологія неврозів» запровадив термін «інформаційний метаболізм» (обмін), щоб пояснити закономірності стабільних стосунків поміж людьми. Поєднана з типологією особистості Юнґа, ця концепція складає основу соціоніки.